# Кучерявий Ян Степанович
Я́н Степа́нович Кучеря́вий (9 січня 1986 — 15 травня 2015) — сержант Збройних сил України, учасник російсько-української війни.

## З життєпису
Народився 1986 року в Білозерці Херсонської області.
У часи війни — сержант-кулеметник 3-го батальйону 14-ї окремої механізованої бригади ЗСУ (за іншими джерелами — військовослужбовець Національної гвардії України).
Помер у військовому шпиталі — від масивного отруєння фосфором внаслідок бомбардування.
Похований у Білозерці.

## Вшанування
- У жовтні 2016 р. на фасаді Білозерської ЗОШ № 2 ім. Богдана Хмельницького відкрито й освячено меморіальну дошку Янові Кучерявому.